# Conocephalus strictoides
Conocephalus strictoides är en insektsart som först beskrevs av Andrew Nelson Caudell 1906.  Conocephalus strictoides ingår i släktet Conocephalus och familjen vårtbitare. Inga underarter finns listade i Catalogue of Life.